# Duna Médiaszolgáltató
A Duna Médiaszolgáltató Zártkörűen Működő Nonprofit Részvénytársaság (röviden: Duna Médiaszolgáltató vagy Duna Média) 2015. július 1-jén alakult, és ez az egyedüli közszolgálati médiaszolgáltató Magyarországon. A néhai Duna Televízió Nonprofit Zrt., a Magyar Rádió Nonprofit Zrt., a Magyar Televízió Nonprofit Zrt. és a Magyar Távirati Iroda Nonprofit Zrt. társaságokból jött létre. Feladata a korábbi négy közszolgálati médium feladatának összehangolása, a felesleges párhuzamok felszámolása, a közszolgáltató médiumok működésének hatékonyabbá tétele, azok összevonása a központosított műsorgyártás és az adminisztráció terén.
A részvénytársaság tulajdonosi jogait és kötelezettségeit a Közszolgálati Közalapítvány gyakorolja.

## Története
Az Országgyűlés 2014. december 15-én fogadta el a Fidesz előterjesztésére a négy közszolgálati médiaszolgáltató egyesítéséről szóló törvénymódosítást: a Ház 131 igen szavazattal, 63 ellenében szavazta meg a közszolgálati médiát érintő törvények megváltoztatását, amelynek szükségességét az előterjesztők, a fideszes Dunai Mónika és Tuzson Bence az elmúlt négy év tapasztalataival és költséghatékonysági szempontokkal indokolták. A beolvadás 2015. július 1-jén lépett hatályba, és biztosítja, hogy a gazdasági társaságok ne jogutód nélkül szűnjenek meg.
A Duna Médiaszolgáltató egyaránt nyújt rádiós, televíziós, online és hírügynökségi szolgáltatást. A változtatás bevezeti a közszolgálati értéktesztet, amely a nézettség és a hallgatottság mellett a közmédia szolgáltatásainak közszolgálati jellegét méri.
A módosítás lehetőségként számol a közmédia két további tévécsatornájának indításával. 2015. július 1-től a műsorterjesztők által addig kötelezően továbbított négy közszolgálati csatorna mellé további kettőt kellett ingyen elérhetővé tenni, így tovább bővült a műsorkínálat. A törvény 25-ről 15 százalékra csökkentette a köztévében bemutatandó, független műsorkészítők által készített programok arányát.
A közmédiának évente stratégiai tervet kell készítenie, és a változtatás értelmében 2015. szeptember végéig felül kell vizsgálni a Közszolgálati Kódexet. A változtatás érinti a Közszolgálati Költségvetési Tanács funkcióját és összetételét: az eddig héttagú testület létszáma háromra csökken, a grémium a jövőben a Médiaszolgáltatás-támogató és Vagyonkezelő Alap (MTVA) médiatartalmak készítésére és beszerzésére fordítandó forrásait véleményezi.
2022 júliusában Altorjai Anitát választotta meg a Duna Médiaszolgáltató Nonprofit Zrt. új vezérigazgatójának a Közszolgálati Közalapítvány Kuratóriuma, miután Dobos Menyhért májusban nyugdíjazását kérte. Altorjai Áder János sajtófőnöke volt, Áder köztársasági elnöki ideje alatt.
2023. január 1-jétől a szervezeti felépítés jelentősen megváltozott. A korábbi négy igazgatóság helyett csak kettő látja el a tartalmi feladatokat. A korábbi igazgatóságok az új Tartalomért Felelős Igazgatóság alá tagolódtak, a másik szintén új igazgatóság a Tartalomfejlesztésért Felelős Igazgatóság, amely egy kis létszámú kreatív stábbal működik és alá szervezték át a Stratégiai Irodát, amelyben addig a „kreatív manager” dolgozott. Mindkét igazgatóságra a szervezeten kívülről érkeztek vezetői, előbbire Tóth István Zoltán, aki korábban a Nemzeti Filmintézet Televíziós Döntőbizottságának tagja, a keresztény értékek mellett elkötelezett 777blog.hu videós kreatív producere volt (régebben az Ország Imázs Központot  vezette és dolgozott a Hír TV-nél, MTVA-nál is); utóbbira Kárász Róbert érkezett, aki 2017-től az ATV műsorvezetője volt (régebben dolgozott a TV2-nél, RTL-nél is; kinevezésével kapcsolatban lásd még: Kárász távozása az ATV-től).

## Szervezet
A szakasz adatainak forrása, ha más nincs megjelölve, a Duna Média honlapja: Duna Média közérdekű adatai.

### Szervezeti ábra
|                                 |                                 |                                 |                                 |                                 |                                 |  |  | Közszolgálati Költségvetési Tanács        |                                           |                                           |                                           |                                           |                                           |  |  |                                                                       |                                                                       |                                                                       |                                                                       |                                                                       |                                                                       |  |  |  |  |
|                                 |                                 |                                 |                                 |                                 |                                 |  |  |                                           |                                           |                                           |                                           |                                           |                                           |  |  |                                                                       |                                                                       |                                                                       |                                                                       |                                                                       |                                                                       |  |  |  |  |
|                                 |                                 |                                 |                                 |                                 |                                 |  |  |                                           |                                           |                                           |                                           |                                           |                                           |  |  |                                                                       |                                                                       |                                                                       |                                                                       |                                                                       |                                                                       |  |  |  |  |
|                                 |                                 |                                 |                                 |                                 |                                 |  |  | Duna Médiaszolgáltató (Vezérigazgató)     | Duna Médiaszolgáltató (Vezérigazgató)     | Duna Médiaszolgáltató (Vezérigazgató)     | Duna Médiaszolgáltató (Vezérigazgató)     | Duna Médiaszolgáltató (Vezérigazgató)     | Duna Médiaszolgáltató (Vezérigazgató)     |  |  | Médiaszolgáltatás-támogató és Vagyonkezelő Alap                       | Médiaszolgáltatás-támogató és Vagyonkezelő Alap                       | Médiaszolgáltatás-támogató és Vagyonkezelő Alap                       | Médiaszolgáltatás-támogató és Vagyonkezelő Alap                       | Médiaszolgáltatás-támogató és Vagyonkezelő Alap                       | Médiaszolgáltatás-támogató és Vagyonkezelő Alap                       |  |  |  |  |
|                                 |                                 |                                 |                                 |                                 |                                 |  |  | Duna Médiaszolgáltató (Vezérigazgató)     | Duna Médiaszolgáltató (Vezérigazgató)     | Duna Médiaszolgáltató (Vezérigazgató)     | Duna Médiaszolgáltató (Vezérigazgató)     | Duna Médiaszolgáltató (Vezérigazgató)     | Duna Médiaszolgáltató (Vezérigazgató)     |  |  | Médiaszolgáltatás-támogató és Vagyonkezelő Alap                       | Médiaszolgáltatás-támogató és Vagyonkezelő Alap                       | Médiaszolgáltatás-támogató és Vagyonkezelő Alap                       | Médiaszolgáltatás-támogató és Vagyonkezelő Alap                       | Médiaszolgáltatás-támogató és Vagyonkezelő Alap                       | Médiaszolgáltatás-támogató és Vagyonkezelő Alap                       |  |  |  |  |
|                                 |                                 |                                 |                                 |                                 |                                 |  |  |                                           |                                           |                                           |                                           |                                           |                                           |  |  |                                                                       |                                                                       |                                                                       |                                                                       |                                                                       |                                                                       |  |  |  |  |
|                                 |                                 |                                 |                                 |                                 |                                 |  |  |                                           |                                           |                                           |                                           |                                           |                                           |  |  |                                                                       |                                                                       |                                                                       |                                                                       |                                                                       |                                                                       |  |  |  |  |
| Tartalomért Felelős Igazgatóság | Tartalomért Felelős Igazgatóság | Tartalomért Felelős Igazgatóság | Tartalomért Felelős Igazgatóság | Tartalomért Felelős Igazgatóság | Tartalomért Felelős Igazgatóság |  |  | Tartalomfejlesztésért Felelős Igazgatóság | Tartalomfejlesztésért Felelős Igazgatóság | Tartalomfejlesztésért Felelős Igazgatóság | Tartalomfejlesztésért Felelős Igazgatóság | Tartalomfejlesztésért Felelős Igazgatóság | Tartalomfejlesztésért Felelős Igazgatóság |  |  | Vezérigazgató alá közvetlenül és önállóan tartozó szervezeti egységek | Vezérigazgató alá közvetlenül és önállóan tartozó szervezeti egységek | Vezérigazgató alá közvetlenül és önállóan tartozó szervezeti egységek | Vezérigazgató alá közvetlenül és önállóan tartozó szervezeti egységek | Vezérigazgató alá közvetlenül és önállóan tartozó szervezeti egységek | Vezérigazgató alá közvetlenül és önállóan tartozó szervezeti egységek |  |  |  |  |

Forrás:
- SZMSZ pp. 35, 2024. (Hozzáférés: 2025. január 23.)
- ÁSZ: A magyar közmédiaszolgáltatás rendszere pp. 21, 2023. (Hozzáférés: 2025. január 23.)

### Vezérigazgatók
| Időszak   | Elnök          |
| --------- | -------------- |
| 2015–2022 | Dobos Menyhért |
| 2022–     | Altorjai Anita |

### Tartalomért Felelős Igazgatóság
Itt találhatóak az egyes tévécsatornák és rádiók műsoraiért felelős főszerkesztőségek, MTI – Hírkiadásért Felelős Iroda és a Rádiós és Televíziós Programszerkesztőség.
Feladata a lineáris televíziós, rádiós és lekérhető médiaszolgáltatások szakmai irányítása valamint annak biztosítása, hogy az MTVA-val és a Duna Médiaszolgáltató többi szervezeti egységével való együttműködés, valamint az Igazgatóságok alá tartozó főszerkesztőségek, irodák közti együttműködés folyamatos és hatékony legyen. Igazgató: Tóth István Zoltán.

#### Főszerkesztőségek
- Duna műsorokért felelős főszerkesztőség: Medveczky Balázs
- Duna World műsorokért felelős főszerkesztőség: Varjú Frigyes
- M1, hirado.hu műsorokért felelős főszerkesztőség: Tóth István
- M5, M2 műsorokért felelős főszerkesztőség: Tubics Tibor
- M4 műsorokért felelős főszerkesztőség: Kelemen Zsolt
- Kossuth Rádió, MR4 és vallási műsorokért felelős főszerkesztőség: Torma Csaba
- Petőfi Rádió, Petőfi TV műsorokért felelős főszerkesztőség: Horn Pál
- Bartók Rádió, Dankó Rádió műsorokért felelős főszerkesztőség: Hernády Zsolt
- Magyar Távirati Iroda – Hírkiadásért Felelős Iroda: ?[* 2][* 3]
  - Közéleti Szerkesztőség: Karuczka Péter
  - Fotó Szerkesztőség: Rácz Mária
  - mti.hu Szerkesztőség: Csatári Patrik
- Rádiós és Televíziós Programszerkesztőség: Gál Erika

### Tartalomfejlesztésért Felelős Igazgatóság
Összefogja a Stratégiai Iroda és a Kutatás és Fejlesztési Iroda munkáját, támogatja a szakmai tevékenységeket: segíti a műsorok fejlesztését, valamint az audiovizuális/online-multimédiás megjelenések fejlesztését; elkészíti a Duna Médiaszolgáltató rövid és hosszútávú stratégiáját.
Igazgató: Kárász Róbert

### Vezérigazgató alá közvetlenül és önállóan tartozó szervezeti egységek
- Hírigazgató

Feladata, hogy a Tartalomfejlesztésért Felelős Igazgató és az MTVA hír-főszerkesztésért felelős szervezeti egységeit koordinálja, tartsa a kapcsolatot közöttük, biztosítsa a tevékenységük közötti összhangot.
Hírigazgató: ?
- Duna Ház Iroda

Az erdélyi Torockón található Duna Házat működteti (Lásd: Duna Ház–szakasz)
Fentiek mellett a vezérigazgató alá tartozik közvetlenül:
- Gazdasági Iroda
- Nemzetközi kapcsolatok Iroda
- Vezérigazgatói Titkárság
- Tanácsadói Testület
- Megfelelési tanácsadó
- Belső ellenőrzés
- Adatvédelmi tisztviselő

### Korábbi igazgatóságok, főszerkesztőségek és vezetői
2023. január 1-jétől megszűnt szervezeti egységek és akkori vezetői:
| Poszt                                                  | Vezető           |
| ------------------------------------------------------ | ---------------- |
| Televíziós Médiaszolgáltatási Igazgatóság              | Pálffy István    |
| Rádiós Médiaszolgáltatási Igazgatóság                  | Havasi János     |
| Online Médiaszolgáltatási Igazgatóság                  | Medveczky Balázs |
| MTI Médiaszolgáltatási Igazgatóság                     | Altorjai Anita   |
| Hír Főszerkesztőség                                    | Tóth István      |
| Közéleti és Dokumentum Főszerkesztőség                 | Bakos Katalin    |
| Nemzetiségi és Külhoni Főszerkesztőség Főszerkesztőség | Varjú Frigyes    |
| Kulturális Főszerkesztőség                             | Tubics Tibor     |
| Vallási Főszerkesztőség                                | Mucsányi János   |
| Gyermek, Ifjúsági és Film Főszerkesztőség              | Bakonyi Péter    |
| Sport Főszerkesztőség                                  | Kelemen Zsolt    |
| Szórakoztató Főszerkesztőség                           | Hernády Zsolt    |

## Hírügynökség
Korábban: MTI Igazgatóság (részben a korábbi Magyar Távirati Iroda szolgáltatásaival). A híreket átvevő médiumok 2015. július 1. után is általában csak mint „MTI” jelölik meg a forrást, ami értelemszerűen már a médiaszolgáltató ezen igazgatóságát takarja. 2023-tól a Tartalomért Felelős Igazgatóság felelős a hírügynökségi feladatok ellátásáért, ez jogosult az „MTI” elnevezés továbbvitelére és használatára.

## Pénzügyek
A vezetőség (4 fő) átlagos havi személyi juttatása 2023-ban 10,7 millió forint volt, valamint korlátlan gépkocsi és kommunikációs eszközök használata, illetve prémiumfeladatok esetén prémiumok.
A szervezetben 2023-ban 92 fő munkavállaló dolgozott átlagosan, az átlagos havi juttatásuk 111,2 millió forint volt.

## Médiaprogramjai
A Duna Médiaszolgáltató a következő csatornák műsorának előállításáért felel:

### Tévécsatornák
| Logó | Név        | Tematika                                        | Indulás                                                                                         | Szlogen                                                                          | Csatornahang                 | Műsoridő                     |
| ---- | ---------- | ----------------------------------------------- | ----------------------------------------------------------------------------------------------- | -------------------------------------------------------------------------------- | ---------------------------- | ---------------------------- |
|      | Duna       | Nemzeti főadó, általános–szórakoztató műsorok   | 1992. december 24. 2015. március 15. 4:50 (nemzeti főadóként)                                   | A nemzet televíziója                                                             | Pikali Gerda Rátóti Zoltán   | 0–24                         |
|      | Duna World | Nemzetközi csatorna, a szórvány magyarság adója | 2006. április 16. 2012. január 1. 0:00 (nemzetközi csatornaként)                                | Öt kontinens – Egy nemzet                                                        | Györgyi Anna Mihályi Győző   | hétköznap 0–24 hétvége 22-14 |
|      | M1         | Napi aktuális csatorna, hír-háttér műsorok      | 1957. május 1. 2015. március 15. 5:50 (hírcsatornaként)                                         | Akkor. Amikor. (Whenever it happens Wenn und dann Тогда – Когда 无哪里, 我都在 ) | Csernák János Herczegh Márta | 0−24                         |
|      | M2         | Mesecsatorna                                    | 1973. november 7. 2012. december 22. 6:00 (gyerekcsatornaként)                                  | A barátod                                                                        | Mayer Marcell Csikos Léda    | 5–20                         |
|      | M2 Petőfi  | Ifjúsági csatorna                               | 1973. november 7. 2015. március 15. 20:00 (ifjúsági csatornaként)                               | A te ritmusod                                                                    | Györfi Anna Maday Gábor      | 20–5                         |
|      | M4 Sport   | Sportcsatorna                                   | 2015. július 18. 8:00                                                                           | Verhetetlenek vagyunk                                                            | Kőszegi Ákos                 | 0–24                         |
|      | M4 Sport+  | Sportcsatorna                                   | 2020. szeptember 12. 14:00                                                                      | Verhetetlenek vagyunk                                                            | Kőszegi Ákos                 | hétvége 14–22                |
|      | M5         | Ismeretterjesztő-oktatási-kulturális csatorna   | 2016. augusztus 6. 5:00 (sportcsatornaként) 2016. szeptember 18. 7:00 (kulturális csatornaként) | Élő kultúra                                                                      | Gubás Gabi Széles Tamás      | 0–24                         |

#### Megszűnt, elvetett televízióadók
| Logó                    | Név       | Tematika                                                | Indulás            | Megszűnés                                | Megjegyzés                      |
| ----------------------- | --------- | ------------------------------------------------------- | ------------------ | ---------------------------------------- | ------------------------------- |
|                         | M3        | Archív tartalmak                                        | 2013. december 20. | 2019. április 30. (DVB-T, kábel, műhold) | Online elérhető                 |
|                         | M3D       | Háromdimenziós műsorok                                  | 2012. június 25.   | 2012. augusztus 13.                      | Csak üzemszerű tesztadás volt   |
|                         | MTVA Info | A 2013-as digitális átállással kapcsolatos tájékoztatók | 2013. április 4.   | 2014. január 31.                         | Csak MindigTV-vel volt elérhető |
| Elvetett csatornatervek |           |                                                         |                    |                                          |                                 |
|                         | M4K       | Ultra HD-ban sugárzott műsorok                          |                    |                                          |                                 |
|                         | M6        | Regionális műsorok                                      |                    |                                          |                                 |

### Rádiócsatornák
| Logó | Név                | Tematika                         | Állomáshang                 | Szlogen               | Indulás                                                    |
| ---- | ------------------ | -------------------------------- | --------------------------- | --------------------- | ---------------------------------------------------------- |
|      | Kossuth Rádió      | Hír- és szórakoztató rádió       | Varga János                 | Otthon a világban     | 1949. február 1.                                           |
|      | Petőfi Rádió       | Magyar könnyűzenei rádió         | Bozsó Péter, Németh Borbála | Minden magyar         | 1949. február 1.                                           |
|      | Bartók Rádió       | Komolyzenei rádió                |                             | Több mint klasszikus  | 1987. május 23.                                            |
|      | Dankó Rádió        | Magyarnóta rádió                 | Reviczky Gábor              | A magyar zene rádiója | 2012. december 22.                                         |
|      | Nemzetiségi adások | Nemzetiségi- és kisebbségi rádió | Juhász Károly               | Nincs                 | 2007. február 1.                                           |
|      | Parlamenti adások  | Parlamenti közvetítések          | Nincs                       | Nincs                 | 2007. február 1.                                           |
|      | Szakcsi Rádió      | Online dzsesszzenei rádió        | Harcsa Veronika             | A magyar jazz rádiója | 2024. március 1. (tesztadás) 2024. április 30. (hivatalos) |
|      | Nemzeti Sportrádió | Sport tematikájú rádió           | Novotny Zoltán              | Hajrá, magyarok!      | 2024. június 14.                                           |
|      | Csukás Meserádió   | Gyerekmesék és dalok             | Gubik Petra                 | Rádió egyfejűeknek    | 2024. szeptember 1.                                        |

#### Megszűnt rádiók
| Logó | Név                | Tematika                                                               | Indulás            | Megszűnés          |
| ---- | ------------------ | ---------------------------------------------------------------------- | ------------------ | ------------------ |
|      | Régió Rádió        | Magyar Rádió körzeti rádiói, (Debrecen, Győr, Miskolc, Pécs és Szeged) | 2004. május 1.     | 2012. december 21. |
|      | Dalok és dallamok  | Magyar operett, a népzene és a nótazene rádiója                        | 2009. december 15. | 2012. december 21. |
|      | Árvízvédelmi Rádió | 2013-as áradások miatt létrehozott ideiglenes rádió                    |                    |                    |
|      | Duna World Rádió   | Szórványmagyarság rádiója                                              | 2012. február 27.  | 2024. június 13.   |

A médiaszolgáltató nevével legtöbbször a közmédia által gyártott műsorok végén találkozhatunk. A rádiókban a következő szöveg hangzik el az egyes műsorblokkok végén: A Duna Médiaszolgáltató Nonprofit Zrt. megbízásából készítette az MTVA, míg a Petőfi Rádióban: A műsort a Duna Médiaszolgáltató Nonprofit Zrt. megbízásából készítette az MTVA és az IKO Broadcast Centrum Kft..

## Nézettség
Általánoságban elmondható a közmédia csatornáiról, hogy bár ingyenesen foghatóak, a csatornái a megfelelő tematikájú kereskedelmi televíziókhoz képest 3-4. legnézettebbek (az M1-et és az M4 sportot leszámítva).
| Csatorna                                         | 2015   | 2016   | 2017   | 2018   | 2019   | 2020   | 2021          | 2022          | 2023   | 2024   |
| ------------------------------------------------ | ------ | ------ | ------ | ------ | ------ | ------ | ------------- | ------------- | ------ | ------ |
| Duna                                             | 5,5%   | 6,1%   | 5,5%   | 4,0%   | 3,5%   | 3,2%   | 3,1%          | 3,0%          | 2,8%   | 3,2%   |
| M1                                               | 4,0%   | 3,3%   | 3,4%   | 2,9%   | 2,9%   | 3,1%   | 2,8%          | 3,0%          | 2,7%   | 2,7%   |
| M2 / M2 Petőfi                                   | 2,1%   | 1,8%   | 1,7%   | 1,3%   | 1,2%   | 1,0%   | 0,9%          | 0,6%          | 0,6%   | 0,5%   |
| Duna World / M4 Sport+                           | 1,7%   | 1,4%   | 1,1%   | 1,0%   | 1,0%   | 1,0%   | 1,0%          | 0,9%          | 0,7%   | 0,8%   |
| M4 Sport                                         | 1,1%   | 3,1%   | 2,1%   | 2,6%   | 2,0%   | 1,5%   | 2,5%          | 2,7%          | 2,0%   | 2,9%   |
| M5                                               |        | 0,2%   | 0.3%   | 0,3%   | 0,4%   | 0,5%   | 0,6%          | 0,6%          | 0,6%   | 0,5%   |
| Megszűnt tévécsatorna                            |        |        |        |        |        |        |               |               |        |        |
| M3                                               | 1,6%   | 1,4%   | 1,3%   | 0,8%   | 0,3%   |        |               |               |        |        |
| Összes                                           | 16,1%  | 17,3%  | 15,4%  | 12,9%  | 11,3%  | 10,3%  | 10,8%         | 10,9%         | 9,4%   | 10,6%  |
| Forrás:                                          | [ 10 ] | [ 11 ] | [ 12 ] | [ 13 ] | [ 14 ] | [ 15 ] | [ 16 ] [ 17 ] | [ 18 ] [ 19 ] | [ 20 ] | [ 21 ] |
| Teljes lakosság (4+), egész napos, Live+Playback |        |        |        |        |        |        |               |               |        |        |

A Duna Magyarország harmadik legnézettebb tévécsatornája a szintén ingyenesen is fogható RTL és TV2 után, hasonló nézettséggel a csak kábelszolgáltatóknál elérhető ATV és Mozi+ csatornák mellett. A 2015-ös tematikaváltás után a cél az volt, hogy a hírcsatornává vált M1-ről az általános szórakoztató csatornává kijelölt Dunára áttereljék nézőket, de ez összességében inkább további nézővesztéssel járt. 
A közönség–összetételt tekintve a Duna nézőinek több mint 80 százaléka 60 év feletti, ezzel a legidősebb nézőközönséggel rendelkezik a portfolióban. Legnézettebb műsorai a Szerencseszombat (benne Luxor, Joker és az ötöslottó-sorsolás), Maradj talpon!, különböző főzőműsorok (Gasztroangyal, Borbás Marcsi szakácskönyve, Ízőrzők, Főmenü) és zenei műsorok (A Dal eurovíziós nemzeti dalválasztó műsor (2019-ig), Eurovíziós Dalfesztivál (2019-ig), Csináljuk a fesztivált!).
Tematikus csatornái közül M1 a legnézettebb, de a csak kábelszolgáltatóknál jelenlévő ATV nézettebb nála. A klasszikus értelemben mégis legnézettebb hírcsatornának tekinthető, ugyanis a nézettebb ATV esténként filmeket és szórakoztató műsorokat is sugároz.
A legfiatalosabb csatorna a portfólióban az M2 (és az M2 Petőfi). 2022-ben napközben a 4–12-es korosztályban a harmadik legnézettebb csatorna volt a fizetős Nick Jr. és a JimJam után, egy évvel később már csak az ötödik.
A csatornái közül a második legfiatalosabb az M4 Sport, amely a legnézettebb sportcsatorna Magyarországon több mint 2%-os közönségaránnyal (szemben a többi kereskedelmi sportcsatorna kb. 0,5%-os közönségarányával). Ennek magyarázata részben az, hogy az M4 Sport egy ingyenesen fogható sportcsatorna, részben pedig a megszerzett prémium sportközvetitések, amelyek jogait sokszor piaci áron felül vásárolja meg a közmédia. Az M4 Sport eleve magasabb gyártási költséggel is rendelkezik, mint a portfólióban lévő többi közcsatornának gyártási költsége együttvéve.

## Duna Ház
A Duna Ház Erdélyben, Torockón található 580 m² alapterületű műemlék jellegű ház, amelyet 2013 novemberében vásárolt meg a Duna Televízió. 2014 közepén nyílt meg kulturális központként. Működéséért a Duna Ház Iroda felel, amely a vezérigazgató alá tartozó szervezet. A közszolgálati média egyik legfontosabb feladata a határon túli magyarság kulturális, szellemi igényeinek kiszolgálása, és ezen közösségek életének megismertetése az anyaországban élőkkel. Ennek keretében a központon keresztül is segíti:
- az össznemzetben gondolkodást, a nemzeti egység tudatának erősítését
- a magyar kultúra, az anyanyelv, nemzeti identitás és a történelmi értékek megőrzését,
- a külhoni magyarok hagyományainak ápolását,
- az anyaországgal való szellemi kapcsolattartást.

A kulturális rendezvényeik közül kiemelkedik a 2014 óta nemzeti összetartozás napja környékén megrendezett Duna napok.

## Kritikák

### Kormányzati befolyás a hírügynökségi munkában
2020 decemberében a Szabad Európa Rádió híroldala, később 2022 márciusában a Direkt36.hu oknyomozó újságírói az MTI belső levelezései és más dokumentumok alapján azt állították, hogy az Orbán-kormány napi szinten avatkozik be az MTI működésébe és torzítja öncélúan, a saját politikai érdekeinek megfelelően az általa szolgáltatott "információkat", illetve hogy a hírügynökség elhallgatja a kormánynak kínos híreket.

### A Duna Médiaszolgáltató és az MTVA közötti áttekinthetetlen felelősségi viszonyok
A Duna Médiaszolgáltatónak alig vannak alkalmazottai, a műsorokat az MTVA és a hozzá tartozó alkalmazottak készítik a Duna megrendelésére. A számlákat közvetlenül az állam fizeti. Míg a Duna Médiaszolgáltató 3, addig a MTVA 130-140 milliárd forintból gazdálkodik nagyjából a 2023–2024-es években. Így felmerül, hogy a médiatörvényben a közszolgálati médiával szemben támasztott elvárások nem teljesülnek, mert a szerkesztői felelősség, és a Közszolgálati kódex betartása az MTVA felé nincsenek megfogalmazva. A két cég közötti kapcsolatviszonyt nem szabályozza általános keretszerződés 2015 óta, nem átláthatóak a folyamatok és a felelősségi viszonyok zavarosak, amit az Európai Unió is kifogásol, ahogy a felügyeletet ellátó Médiatanács függetlenségét is.A témával foglalkozó Szabad Európa cikksorozatának hatására a Magyar Újságírók Országos Szövetsége állásfoglalást adott ki, amelyben sürgeti, hogy „végre legyenek átláthatóak a közmédián belül a szerkesztési és pénzügyi viszonyok”. Ennek közlését azonban az MTI megtagadta.

### DMSZ vezérigazgatóhoz közeli producer filmjeinek kiemelt közmédiás támogatása
Elsősorban tévés produkciók támogatásával foglalkozó közmédia – amely a szkriptelt műfajban 2015-től a Médiatanács, majd az NFI tévés támogatásaira támaszkodott leginkább – 2024-ben a Sárkányok Kabul felett című akciófilmnek 1,3 milliárd Ft-os,  illetve a Magyar menyegző című mozifilmnek 750 millió Ft-os kiemelt támogatást adott az MTVA-n keresztül miközben Altorjai Anita, a Duna Médiaszolgáltató vezérigazgatójának a férje (Lajos Tamás) a mozifilmek producere is egyben.

## Szakmai díjak
A Duna Média által alapított szakmai díjakat a példaértékű munka és a közszolgálatért végzett tevékenység elismeréseként hozták létre (ezek között van az 1975-ben Magyar Rádió által alapított Karinthy-gyűrű is). Emellett létezik Közmédia-díj, amelyet elsősorban a televízió dolgozói kapják.